# Teresina
Teresina – miasto w północno-wschodniej Brazylii, port na prawym brzegu rzeki Parnaíba - w pobliżu ujścia rzeki Poti, stolica stanu Piauí. 
Zamieszkuje je około 868 tys. mieszkańców, a jego powierzchnia wynosi około 1391,3 km². Pierwotnie miasto nazywało się Vila Nova do Poti, zostało przemianowane na cześć cesarzowej Teresy Burbon-Sycylijskiej, żony cesarza Piotra II. Od 1852 miasto było stolicą stanu, kiedy to dostrzegł je gubernator prowincji José Saraiva i przeniósł siedziby administracyjne prowincji Piauí z miasta Oeiras. Teresina było pierwszym planowanym miastem w Brazylii (przed stolicą państwa - Brasílią powstałą w 1960 i stolicą stanu Minas Gerais - Belo Horizonte z 1897). Zostało założone na planie planszy szachów. Jest podzielone na dzielnice, a Mocambinho jest tą najmodniejszą. Nazywane jest Zielonym Miastem (Cidade Verde) i Stolicą Słońca i Światła (Capital do Sol e da Luz).
Z miasta Teresina pochodzi Sarah Menezes, brazylijska judoczka, mistrzyni olimpijska, trzykrotna brązowa medalistka mistrzostw świata.
W mieście rozwinął się przemysł cukrowniczy, spirytusowy, bawełniany oraz odzieżowy.